# Stefano Bruni
Stefano Bruni (Como, 21 novembre 1961) è un politico italiano, sindaco di Como dal 2002 al 2012.

## Biografia
Laureato in Economia e Commercio, è iscritto all'albo dei dottori commercialisti dal 1991, esercita a Como la libera professione, ricoprendo anche incarichi di revisore dei conti per diversi comuni della provincia.
Nel 1994 aderisce a Forza Italia e nello stesso anno diventa assessore al comune di Como, come tecnico esterno; nel 1998 è eletto consigliere comunale nelle file di Forza Italia, e viene riconfermato assessore al bilancio e ai tributi.
Nel gennaio 2001 si dimette da assessore per assumere la guida di ACSM SpA, società multiservizi quotata in Borsa.
Alle elezioni comunali del 26 e 27 maggio 2002, sostenuto dalla Casa delle Libertà, viene eletto sindaco di Como al primo turno con il 52,8% dei voti; alle elezioni successive (27 e 28 maggio 2007), sempre sostenuto dalla stessa coalizione, viene rieletto al primo turno con il 56,2% dei voti, battendo il presidente uscente dell'Unione Industriali Giorgio Carcano e il candidato vincitore delle primarie del centrosinistra Luca Gaffuri.
Il 21 maggio 2012 gli succede Mario Lucini.
Ha in seguito avuto problematiche giudiziarie legate sia alla sua attività politica, sia alla sua attività professionale. In particolare, nel 2016 è stato arrestato su richiesta del Tribunale di Milano durante indagini per presunti reati di bancarotta concordataria e fallimentare aggravata, abusivismo finanziario e costituzione fittizia di capitale sociale. Successivamente ha patteggiato una condanna a tre anni di carcere per chiudere il procedimento penale. Nel 2019 il Tribunale di Como lo ha rinviato a giudizio per i reati di truffa, bancarotta e fallimento. La corte ha poi dichiarato il non luogo a procedere per sopraggiunta prescrizione in merito alle accuse relative a reati di natura ambientale che avrebbe commesso durante il suo mandato di sindaco di Como, per le quali invece il suo successore Mario Lucini ha ricevuto una condanna in primo grado.